# 태풍 2353호
태풍 2353호는 1923년 8월 13일~14일에 당시 일제 치하였던 조선 (현재의 대한민국 및 북한) 을 내습한 태풍이다.

## 개요
이 시대의 태풍은 아직 정식 이름이 없었다. 그러나 이태풍은 태풍 2353 호라는 것이 맞다. 2353호는 '1923년에 발생한 태풍으로 일본이 조선에서 태풍 관측을 처음 시작한 이래 53번째 태풍'이라는 뜻이다.
이 태풍에 의해, 전국에서 무려 1,157명이 사망하거나 실종되었다. 이는 13년 후인 1936년에 내습한 3693호에 이은 인명피해 2위이다.
| 순위 | 태풍 번호 | 태풍 이름 | 사망·실종(명) |
| ---- | --------- | --------- | ------------- |
| 1위  | 3693      | 3693호    | 1,232         |
| 2위  | 2353      | 2353호    | 1,157         |
| 3위  | 5914      | 사라      | 849           |
| 4위  | 7214      | 베티      | 550           |
| 5위  | 2560      | 2560호    | 516           |
| 6위  | 1428      | 1428호    | 432           |
| 7위  | 3383      | 3383호    | 415           |
| 8위  | 8705      | 셀마      | 345           |
| 9위  | 3486      | 3486호    | 265           |
| 10위 | 0215      | 루사      | 246           |

## 기록

### 최대풍속
- 목포 23.8 m/s
- 제주 21.1 m/s
- 인천 19.0 m/s
- 대구 12.8 m/s
- 부산 12.4 m/s
- 서울 11.4 m/s
- 강릉 11.0 m/s